# Бадалов, Павел Петрович
Павел Петрович Бадалов (укр. Павло Петрович Бадалов; 1925—2013) — советский и украинский учёный, доктор биологических наук, профессор, академик Лесоводческой академии наук Украины.

## Биография
Родился 10 декабря 1925 года в Тбилиси.
После окончания школы работал курьером, затем осветителем Государственной оперы в Тбилиси. В 1943 году был призван на службу в РККА. Участник Великой Отечественной войны, служил мотористом и авиамехаником. После окончания военной службы, в 1951 году поступил в Лесотехническую академию имени С. М. Кирова в Ленинграде (ныне Санкт-Петербургский государственный лесотехнический университет), которую окончил в 1956 году по специальности «Инженер лесного хозяйства». В этом же году начал свою трудовую деятельность в качестве лесничего Калошинского лесничества Усвятского лесхоза в Псковской области. В 1959 году Бадалов возглавлял селигерский лесхоз в Тверской области.
Затем переехал в Украинскую ССР, где с 1963 года был заместителем директора по науке Весёлобоковеньковской селекционно-дендрологической исследовательской станции Кировоградской области, с 1971 года занимал должность директора этой станции. В 1965 году Бадалов защитил в Лесотехнической академии кандидатскую диссертацию. С 1971 года работал старшим научным сотрудником по специальности «Лесные культуры, селекция и лесное семеноводство» в УкрНИИЛХА в Харькове. В 1987 году защитил докторскую диссертацию в Украинской сельскохозяйственной академии (ныне Национальный университет биоресурсов и природопользования) в Киеве на тему «Биологические основы культуры орехов рода Juglans L. в степной части Украины : отдаленная гибридизация, селекция, апомиксис» по специальности «Лесные культуры, селекция, семеноводство и озеленения городов». С 1989 года работал старшим (1989—1995), главным (1995—1999) и ведущим (1999—2002) сотрудником лаборатории селекции УкрНИИЛХА.
С 2003 года Павел Петрович Бадалов — профессор кафедры оборудования лесного комплекса Харьковского национального технического университета сельского хозяйства. Доцент с 2008 года, профессор — с 2009 года. Вёл подготовку специалистов по направлениям «Оборудование лесного комплекса», «Инженерная механика», «Деревообрабатывающие технологии», преподавал дисциплины «Лесоводство и почвоведение», «Агролесомелиорация», «Древесиноведение» и другие.
Умер 4 июля 2013 года в селе Весёлые Боковеньки Кировоградской области Украины, где и похоронен.

### Научная деятельность
Основное направление научных исследований Павла Петровича Бадалова — интродукция, селекция и удаленная гибридизация древесных и кустарниковых растений методами селекции и апогамии в условиях северных степей. Впервые в мире он использовал некоторые способы апогамии для вывода гомозиготных форм (линий) орехов. Под его руководством были выведены зимостойкие, урожайные, с повышенным содержанием белка и высоким качеством ядра высокоурожайные сорта грецкого ореха, которые не имели себе равных на выставках в Москве, Киеве и Харькове. Ученый получил быстрорастущие межвидовые гибриды орехов Juglans L.. В научном наследии профессора П. П. Бадалова — 3 изобретения, 66 научных и 55 научно-популярных статей, методические работы. Автор изобретений.

## Награды
Был награждён орденами Отечественной войны II степени и Богдана Хмельницкого, а также медалями «За взятие Берлина», «За боевые заслуги», «За освобождение Варшавы», «За победу над Германией в Великой Отечественной войне 1941—1945 гг.». В 2005 году ученый получил награду Государственного комитета лесного хозяйства Украины «Заслуженный лесовод Украины».